# 1905-ös magyar labdarúgó-bajnokság (másodosztály)
Az 1905-ös magyar labdarúgó-bajnokság másodosztálya 5. alkalommal került kiírásra. Kilenc csapat versenyzett a bajnokságban, két csapat jutott fel az első osztályba, a Budapesti AK és a Typographia. A következő idény őszi-tavaszi rendszerben került lebonyolításra.

## A végeredmény
| #  | Csapat           | J  | Gy | D | V  | Rg | Kg | Gk  | P  |
| -- | ---------------- | -- | -- | - | -- | -- | -- | --- | -- |
| 1. | Budapesti AK     | 16 | 16 | 0 | 0  | 55 | 7  | +48 | 32 |
| 2. | Typographia      | 16 | 11 | 0 | 5  | 42 | 24 | +18 | 22 |
| 3. | Tisztviselők LE  | 16 | 9  | 2 | 5  | 31 | 30 | +1  | 20 |
| 4. | III. ker. TVE    | 16 | 9  | 1 | 6  | 27 | 22 | +5  | 19 |
| 5. | Törekvés         | 16 | 8  | 3 | 5  | 27 | 25 | +2  | 19 |
| 6. | Újpesti Törekvés | 16 | 7  | 2 | 7  | 34 | 30 | +4  | 16 |
| 7. | BSC              | 16 | 3  | 0 | 13 | 16 | 43 | -27 | 6  |
| 8. | Postatakarék     | 16 | 2  | 0 | 14 | 8  | 29 | -21 | 4  |
| 9. | BEAC             | 16 | 1  | 0 | 15 | 3  | 33 | -30 | 2  |

Megjegyzés: A győzelemért 2, a döntetlenért 1 pont járt.
Az osztályozókon mindkét első osztályú csapat sima vereséget szenvedett.
- Budapesti AK - MAFC 2:0,
- Typographia SC - MÚE 4:1.

## Lásd még
- 1905-ös magyar labdarúgó-bajnokság (első osztály)